# Montefranco
Montefranco este o comună din provincia Terni, regiunea Umbria, Italia, cu o populație de 1.254 locuitori (1 ianuarie 2023) și o suprafață de 10,09 km².

## Demografie
Montefranco - evoluția demografică

|  | Graficele sunt indisponibile din cauza unor probleme tehnice. Mai multe informații se găsesc la Phabricator și la wiki-ul MediaWiki. |

Date: Recensăminte sau birourile de statistică - grafică realizată de Wikipedia